# Onitis nemoralis
Onitis nemoralis là một loài bọ cánh cứng trong họ Bọ hung (Scarabaeidae).